# Fabrice Abriel
Fabrice Abriel (Suresnes, 6 de julho de 1979) é um futebolista francês que atua como meia. Atualmente, defende o Nice.

## Títulos
Olympique de Marseille
- Copa da Liga Francesa: 2009-10 e 2010-11
- Campeonato Francês: 2009-10
- Supercopa da França: 2010